# Dargle
De Dargle is een rivier in Ierland die ontspringt in de Wicklow Mountains en zo’n 20 kilometer verder bij Bray uitmondt in de Ierse Zee.
In de rivier bevinden zich een aantal stroomversnellingen en watervallen. Nabij Enniskerry is de hoogste waterval van Ierland gelegen, de Powerscourtwaterval. Vanwege het natuurschoon rond deze waterval zijn hier enige films opgenomen, waaronder Excalibur van John Boorman en Henry V van Laurence Olivier.
De rivier is vooral in trek bij forelvissers.